# Géographie du Gabon
Le Gabon est un pays d’Afrique centrale, baigné par l'Atlantique, au sud du golfe du Biafra, dans le golfe de Guinée. Situé à hauteur de l’équateur, le climat y est tropical chaud et humide.
Le relief du Gabon est constitué d’une plaine côtière basse, de collines à l’intérieur du pays et de savanes à l’est et au sud.
Selon les estimations, 80 à 85 % du pays est recouvert par la forêt. Son sous-sol est riche en minéraux et en pétrole.

## Géographie physique

### Situation
Situé en Afrique centrale, à hauteur de l'équateur, le pays est au nord-nord-ouest  frontalier de la Guinée équatoriale, avec laquelle il partage une frontière de 350 kilomètres et au nord du Cameroun, avec une frontière de 298 kilomètres. Sa plus longue frontière est celle de 1 903 kilomètres avec la République du Congo, à l'est et au sud. Ces frontières avec la Guinée équatoriale et le Cameroun résultent des traités internationaux de l'époque coloniale entre la France et respectivement l'Espagne et l'Allemagne (à l'époque où le cameroun était une colonie allemande). La frontière entre le Gabon et le Congo fluctuat elle plusieurs fois
L'ouest est baigné par l'océan Atlantique, au sud du golfe de Guinée.
Le Gabon s'étend, approximativement, du 2e degré de latitude nord au 4e degré de latitude sud et du 9e au 15e degré de longitude est.
Son extrémité la plus occidentale est le cap Lopez, pointe extrême de l'île Mandji, qui marque la limite sud du golfe du Biafra (0° 37′ 46″ S, 8° 42′ 28″ E).
Sa frontière orientale correspond à la ligne de partage des eaux entre le bassin de l'Ogooué (le principal fleuve du pays) et celui du Congo.

### Orographie

Carte topographique du Gabon

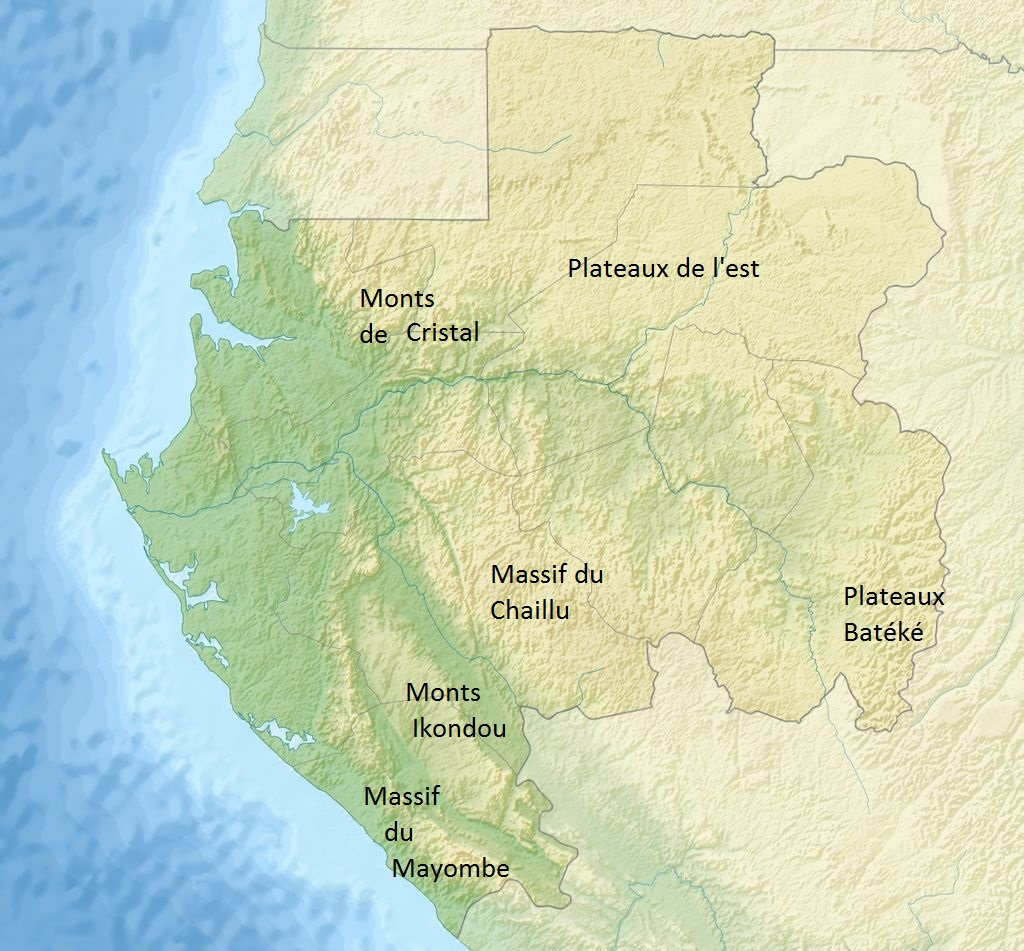
Emplacement des massifs montagneux du Gabon

On distingue plusieurs types de relief.

#### Plaines
La plaine littorale, large de 20 à 300 kilomètres, se situe à l'ouest, le long de l'océan Atlantique ; elle est parsemée de mangroves représentatives de l'écorégion des mangroves d'Afrique Centrale. Le plus grand fleuve du pays, l'Ogooué, forme, à hauteur de Lambaréné, un delta intérieur délimitant une zone de lacs ; au-delà, l'embouchure du fleuve correspond à un delta maritime de très grande taille, marécageux et difficile d'accès, entourant la presqu'île sur laquelle se situe Port-Gentil. Au nord, cette plaine littorale est parsemée de rias.
La côte est un bassin sédimentaire côtier, constitué d'accumulations de sable et de vase, presque dépourvue de côte rocheuse et de falaise pour toute la partie au sud de Libreville. Il existe un court littoral rocheux, au nord de Libreville, du cap Estérias jusqu'à la frontière équatoguinéenne.
Les plaines intérieures sont celles de la Nyanga (en amont et aval de Tchibanga), et de la Ngounié (amont et aval de Mouila), au sud-ouest du pays. De nature karstique, ces plaines sont peu fournies en cours d'eau.

#### Massifs montagneux
Au sud et au centre se trouvent les massifs du Mayombe et du Chaillu, les plus importants du pays. Quoique de faible altitude, ils s'élèvent abruptement au-dessus des bas-plateaux et des collines qu'ils dominent, formant des escarpements de plusieurs centaines de mètres.
Le massif du Mayombe est une chaîne de roches cristallines qui s'étend parallèlement au littoral, selon une orientation NO-SE, de Lambaréné jusqu'en République du Congo et, au-delà, en Angola. La majeure partie des lignes de crêtes culmine à 350 ou 400 mètres mais les points les plus hauts s'élèvent de 750 à plus de 800 mètres (par exemple, 833 mètres pour le massif du Koumounanwali, au-dessus de la plaine de la Ngounié).
Au nord de ce massif, se trouve le massif du Chaillu qui s’étend jusqu'en République du Congo. Son point culminant est le mont Milondo (1 020 m, deuxième plus haut sommet du Gabon). De nombreux cours d'eau y ont leur source et le massif est surnommé « le château d'eau du Gabon ».
Les monts de Cristal, au nord-est de Libreville, sont adossés à la partie occidentale des plateaux du nord-est. Ils présentent un relief très accidenté, entaillé par de profondes vallées où coulent des torrents coupés de chutes d'eau (chutes de Kinguélé, hautes de 95 m et chutes de Tchilbélé).
Entre la vallée de la Ngounié et celle de la Nyanga, les monts Ikondou s'allongent parallèlement au massif du Mayombe.

#### Collines et plateaux
Les collines et plateaux couvrent l'essentiel de la surface du pays ; le massif le plus important se trouve au nord-est dans les provinces du Woleu-Ntem et d'Ogooué-Ivindo. C'est un socle précambrien, parfois fortement entaillé par les cours d'eau et entamé par l'érosion. C'est dans ce vaste ensemble qu'on trouve le point culminant du Gabon, le mont Bengoué, 1 070 mètres, 0° 57′ 38″ N, 13° 40′ 54″ E, dans le nord-est du pays, dans la province de l'Ogooué-Ivindo.
Cette grande zone du nord et nord-est dessine un paysage de plateaux étagés, d'une hauteur variant de 500 à 700 mètres, entièrement couverts par la forêt, où moutonnent de nombreuses collines et émergent des inselbergs,.
À l'autre extrémité du pays, au sud-est, se trouvent les plateaux Batéké, près de la frontière congolaise, d'une hauteur variant entre 500 et 830 mètres. Ils sont essentiellement formés de sable et de grès récents de l'âge tertiaire. Ils sont traversés par des cours d'eau façonnant des cirques d'érosion (paysage de la Lékoni).
| \| v · d · m Équateur Estuaire Haut-Ogooué Moyen-Ogooué Ngounié Nyanga Ogooué-Ivindo Ogooué-Lolo Ogooué-Maritime Woleu-Ntem Franceville Koulamoutou Lambaréné Libreville Makokou Mouila Oyem Port-Gentil Tchibanga mont Bengoué mont Milondo mont Iboundji Guinée équatoriale République du Congo Cameroun \| Reliefs du Gabon |
| Équateur Estuaire Haut-Ogooué Moyen-Ogooué Ngounié Nyanga Ogooué-Ivindo Ogooué-Lolo Ogooué-Maritime Woleu-Ntem Franceville Koulamoutou Lambaréné Libreville Makokou Mouila Oyem Port-Gentil Tchibanga mont Bengoué mont Milondo mont Iboundji Guinée équatoriale République du Congo Cameroun                                  |

### Hydrographie
| Nom            | Type    | Longueur | Bassin ou sous-bassin |
| -------------- | ------- | -------- | --------------------- |
| Ogooué         | fleuve  | 1 200 km | 215 000 km2           |
| Ivindo         | rivière | 500 km   | 59 000 km2            |
| Ngounié        | rivière | 300 km   | 33 100 km2            |
| Nyanga         | fleuve  | 600 km   | 22 000 km2            |
| Komo (ou Como) | fleuve  | 230 km   | 5 000 km2             |

Hydrographie du Gabon.

Le bassin hydrographique de l'Ogooué draine les 4⁄5 du territoire gabonais. C'est la raison pour laquelle cinq des neuf provinces administratives portent son nom. L'Ivindo, qui draine le quart nord-est du pays, et la Ngounié en sont les principaux affluents.
Le second bassin versant est celui de la Nyanga, le fleuve le plus méridional du pays. Le troisième est celui du Komo, qui prend source en Guinée équatoriale. C'est son estuaire, où est installée Libreville, qui a d'abord attiré les Européens au Gabon, plutôt que le delta marécageux de l'Ogooué.
Le Ntem, au nord, forme une partie de la frontière avec le Cameroun,.
Les fleuves parsemés de chutes sont propices à l'installation de barrages hydroélectriques. L'hydroélectricité représente, en 2011, 45 % de l'électricité gabonaise.

### Géologie
Le Gabon est situé à l'extrémité nord-ouest du craton du Congo. Au plus général, trois grandes unités stratigraphiques peuvent être distinguées : le socle archéen et les sédiments protérozoïques qui couvrent 75 % du pays, ainsi que la couverture sédimentaire du Phanérozoïque .
Le socle archéen correspond au massif du nord Gabon et au massif du Chaillu. Les sédiments protérozoïques concernent la vallée de l'Ogooué et celle de la Nyanga. Les sédiments du Phanérozoïque se retrouvent notamment sur les plateaux Batéké et la marge côtière où se trouvent les gisements pétrolifères onshore et offshore.
Le craton ancien sur lequel se situe le Gabon fait que le pays possède un sous-sol riche en minéraux puisque les métaux précieux et les diamants tendent, avec le temps, à se regrouper dans des unités géologiques particulières,,.
L'exploitation minière commerciale concerne le manganèse dont le Gabon est le deuxième producteur mondial, le fer, l’or et le niobium. La reprise de l’exploitation de l'uranium, stoppée en 1999 (mines de la région de Franceville dans le Haut-Ogooué), est envisagée. Il existe des potentialités en matière de diamant mais l'exploitation commerciale à grande échelle est encore à venir.
La zone de Franceville recèle quelques particularités ; on y trouve des réacteurs nucléaire naturels (réacteur nucléaire naturel d'Oklo), aujourd'hui inactifs, datant de 2 milliards d'années environ ainsi que les traces les plus anciennes à ce jour d'organismes multicellulaires macroscopiques (groupe fossile de Franceville), datant de la même époque.

### Climat
Le climat est de type équatorial, chaud et humide. Cela signifie que les températures varient peu au long de l'année et qu'il faut compter avec une alternance de saisons sèches et de saisons des pluies ; en saison, les précipitations sont considérables et constituent le facteur climatique déterminant pour les activités humaines (agriculture et transports notamment). On distingue une grande saison des pluies (février-mai) et une petite saison des pluies (septembre-décembre) ainsi qu'une grande saison sèche (mai-septembre) et une petite saison sèche (décembre-janvier).
Les températures moyennes sont comprises entre 21 °C au sud-ouest du pays et 27 °C sur la côte et à l'intérieur du pays. Les extrêmes vont de 18 °C à 36 °C. Les précipitations varient de 1 500 mm au nord-est et dans les régions de savane à 3 300 mm au nord-ouest et au sud-ouest. Le taux d'humidité atmosphérique est en moyenne de 85 %, il peut atteindre 100 % en saison des pluies.
| Mois                              | jan.  | fév.  | mars  | avril | mai   | juin | jui. | août | sep. | oct.  | nov. | déc.  | année   |
| --------------------------------- | ----- | ----- | ----- | ----- | ----- | ---- | ---- | ---- | ---- | ----- | ---- | ----- | ------- |
| Température minimale moyenne (°C) | 24,1  | 24    | 23,9  | 23,1  | 24    | 23,2 | 22,1 | 21,8 | 23,2 | 23,4  | 23,4 | 23,4  | 24      |
| Température maximale moyenne (°C) | 29,5  | 30    | 30,2  | 30,1  | 29,4  | 27,6 | 26,4 | 26,8 | 27,5 | 28    | 28,4 | 29    | 27      |
| Précipitations (mm)               | 250,3 | 243,1 | 363,2 | 339   | 247,3 | 54,1 | 6,6  | 13,7 | 104  | 427,2 | 490  | 303,2 | 2 841,7 |

| Diagramme climatique                                  |           |               |             |             |              |             |              |             |             |             |             |
| J                                                     | F         | M             | A           | M           | J            | J           | A            | S           | O           | N           | D           |
| 29,524,1250,3                                         | 3024243,1 | 30,223,9363,2 | 30,123,1339 | 29,424247,3 | 27,623,254,1 | 26,422,16,6 | 26,821,813,7 | 27,523,2104 | 2823,4427,2 | 28,423,4490 | 2923,4303,2 |
| Moyennes : • Temp. maxi et mini °C • Précipitation mm |           |               |             |             |              |             |              |             |             |             |             |

## Géographie humaine

### Divisions administratives
Le Gabon est divisé en 9 provinces, dirigées chacune par un gouverneur, elles-mêmes subdivisées en départements dépendant d'un préfet et, parfois, en districts, dépendant d'un sous-préfet. Les regroupements de villages sont sous l'autorité d'un chef de canton, et les chefs de village, nommés par le préfet sur proposition du sous-préfet, incarnent l'autorité administrative à ce niveau.
À la différence d'autres pays, le partitionnement administratif du Gabon d'après l'indépendance n'est que peu différent de celui de l'époque coloniale : « les régions coloniales sont devenues les provinces, les districts les départements et les « Postes de contrôle administratifs » sont devenus les districts englobant cantons et village ».

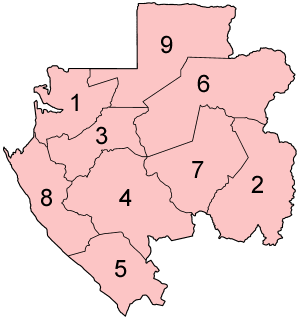
Numérotation des provinces du Gabon

| \| v · d · m Estuaire Haut-Ogooué Moyen-Ogooué Ngounié Nyanga Ogooué-Ivindo Ogooué-Lolo Ogooué-Maritime Woleu-Ntem Franceville Koulamoutou Lambaréné Libreville Makokou Mouila Oyem Port-Gentil Tchibanga mont Bengoué mont Milondo mont Iboundji Guinée équatoriale République du Congo Cameroun \| | Provinces (chef-lieu entre parenthèses) 1. Estuaire (Libreville) 2. Haut-Ogooué (Franceville) 3. Moyen-Ogooué (Lambaréné) 4. Ngounié (Mouila) 5. Nyanga (Tchibanga) 6. Ogooué-Ivindo (Makokou) 7. Ogooué-Lolo (Koulamoutou) 8. Ogooué-Maritime (Port-Gentil) 9. Woleu-Ntem (Oyem) |
| Estuaire Haut-Ogooué Moyen-Ogooué Ngounié Nyanga Ogooué-Ivindo Ogooué-Lolo Ogooué-Maritime Woleu-Ntem Franceville Koulamoutou Lambaréné Libreville Makokou Mouila Oyem Port-Gentil Tchibanga mont Bengoué mont Milondo mont Iboundji Guinée équatoriale République du Congo Cameroun                 | |

### Armature urbaine
Au Gabon, la moitié de la population vit dans la capitale, Libreville, qui accueille 797 000 habitants en 2012 pour une population totale de 1,5 million d'habitants,.
Les2⁄3 de la population vivent dans les 13 principales villes et 86 % de la population vit en milieu urbain, ce qui est un taux parmi les plus élevés d'Afrique,,. La densité urbaine est élevée avec 250 à 300 habitants au km2 alors que la densité rurale est de 1,1 habitant au km2, comparable à celle des pays désertiques du Sahel. L'habitat est massivement concentré le long des voies de circulation. Le pays recense 50 communes et 3 483 villages et regroupements de villages.
L'espace urbain gabonais est fortement polarisé entre trois villes « riches », qui continuent à attirer la population (Libreville, Port-Gentil et Franceville-Moanda-Mounana) d'une part et, d'autre part, des villes d'une taille nettement plus modeste même lorsqu'elles sont des centres administratifs. C'est ainsi que la capitale provinciale la moins peuplée, Makokou (province de l'Ogooué-Ivindo), compte environ 18 000 habitants en 2010, à comparer avec Moanda qui en abrite 39 000.
| \| v · d · m Estuaire Haut-Ogooué Moyen-Ogooué Ngounié Nyanga Ogooué-Ivindo Ogooué-Lolo Ogooué-Maritime Woleu-Ntem Franceville Koulamoutou Lambaréné Libreville Makokou Mouila Oyem Port-Gentil Tchibanga Moanda Mounana mont Bengoué mont Milondo mont Iboundji Guinée équatoriale République du Congo Cameroun \| Principales villes du Gabon en fonction de leur population (est. 2010). · Seules Mounana et Moanda ne sont pas capitales provinciales. |
| Estuaire Haut-Ogooué Moyen-Ogooué Ngounié Nyanga Ogooué-Ivindo Ogooué-Lolo Ogooué-Maritime Woleu-Ntem Franceville Koulamoutou Lambaréné Libreville Makokou Mouila Oyem Port-Gentil Tchibanga Moanda Mounana mont Bengoué mont Milondo mont Iboundji Guinée équatoriale République du Congo Cameroun |

### Occupation des sols
Couvert à 85 % par la forêt, le sol gabonais n'est que très peu utilisé pour l'agriculture et l'élevage. 2 % du territoire est constitué de terres arables et de cultures permanentes. Le Gabon est largement dépendant de ses importations pour son alimentation ; plus de 60 % de sa consommation alimentaire est importée. La majorité de sa production agricole, élevage y compris, est vivrière, consommée sur place.
Pour ce qui concerne la forêt, on distingue traditionnellement la forêt à Okoumé (forêts du bassin côtier et des monts de Cristal), qui occupe les 2⁄3 ouest du territoire, de la forêt sans Okoumé (nord et nord-est du pays).
Cette distinction est essentiellement économique, l'Okoumé étant l'essence la plus importante dans l'économie du bois, second secteur économique gabonais après le pétrole. C'est un bois tendre, facilement déroulable et flottable, ce qui constituait un avantage dans un pays où les voies pour le transport pondéreux sont longtemps restées fluviales. Il est utilisé pour faire du contreplaqué.

### Réseaux de transport

#### Généralités
La prédominance des forêts au Gabon est telle que la problématique du transport, tant pour les personnes que pour les marchandises, est un sujet crucial pour le pays et son économie. Les cours d'eau ont toujours été le principal moyen de communication car le transport aérien est très coûteux, le réseau routier est limité et le chemin de fer (le Transgabonais) se résume à une seule ligne terminée en 1986.
Les deux principales villes du pays, Libreville et Port-Gentil, ne sont pas reliées par route, sa construction devant s'achever en 2017,.

#### Transport routier
La densité et la qualité du réseau routier gabonais sont très faibles. L'Afrique présente la densité la plus faible du monde et la densité du réseau gabonais est inférieure de plus de la moitié à celle du continent dans son ensemble (Afrique 81,5 km pour 1 000 km2, Gabon 34,26). Le réseau routier est estimé à 9 170 km dont environ 10 % est bitumé (1 055 km) ; parmi ces routes bitumées, moins de 20 % sont considérées comme en bon état. La problématique conjugée des sols de latérite et des précipitations abondantes rend l'entretien des routes coûteux, imposant la pose de barrières « d'hivernage », peu respectées dans l'ensemble ; malgré les bourbiers, les routes sont en toutes saisons sillonnées par des véhicules fréquemment en surcharge.
Les transports interurbains sont assurés, comme dans toute l'Afrique subsaharienne, par un réseau de taxis-brousse (minibus et camionnettes) qui permet de relier tout point du territoire. Les transports urbains sont assurés par des taxis collectifs sans taximètre, analogues aux taxis-brousse mais cantonnés aux zones péri-urbaines. Libreville bénéficie d'un système de transports en commun exploité par la Sogatra (Société Gabonaise de transport) laquelle développe également un réseau interurbain concurrent des taxis brousse. Le secteur informel reste important dans ce segment économique.

#### Transport ferroviaire
L'unique voie ferrée du pays est celle du Transgabonais, long de 669 km, construit entre 1978 et 1986, essentiellement dédié aux matières premières extraites dans l'est du pays, dans la région de Franceville. Il permet d'acheminer le minerai jusqu'au port d'Owendo. Sa construction a aussi bénéficié aux exploitants de bois, les convois ferroviaires, comportant jusqu'à 270 wagons, étant bien adaptés au transport pondéreux,,.

#### Transport fluvial
Le transport fluvial est assuré essentiellement à partir des ports d'Owendo, près de Libreville et de Port-Gentil car c'est là que convergent les marchandises de ce pays tourné vers la mer pour son commerce extérieur.
Le transport fluvial et maritime de passagers se concentre essentiellement sur les liaisons Libreville - Port-Gentil (via l'océan, du fait de l'absence de route) et sur la desserte régionale de la zone des lacs (département d'Ogooué et des Lacs) aux alentours de Lambaréné. La longueur des voies navigables est estimée à 1 600 km en 2010.

#### Transport aérien
Le Gabon dispose de trois aéroports internationaux : l'aéroport de Libreville, celui de Port-Gentil et celui de Franceville ainsi que de soixante aérodromes locaux dont trente à vocation commerciale,.

## Environnement

### Faune et flore

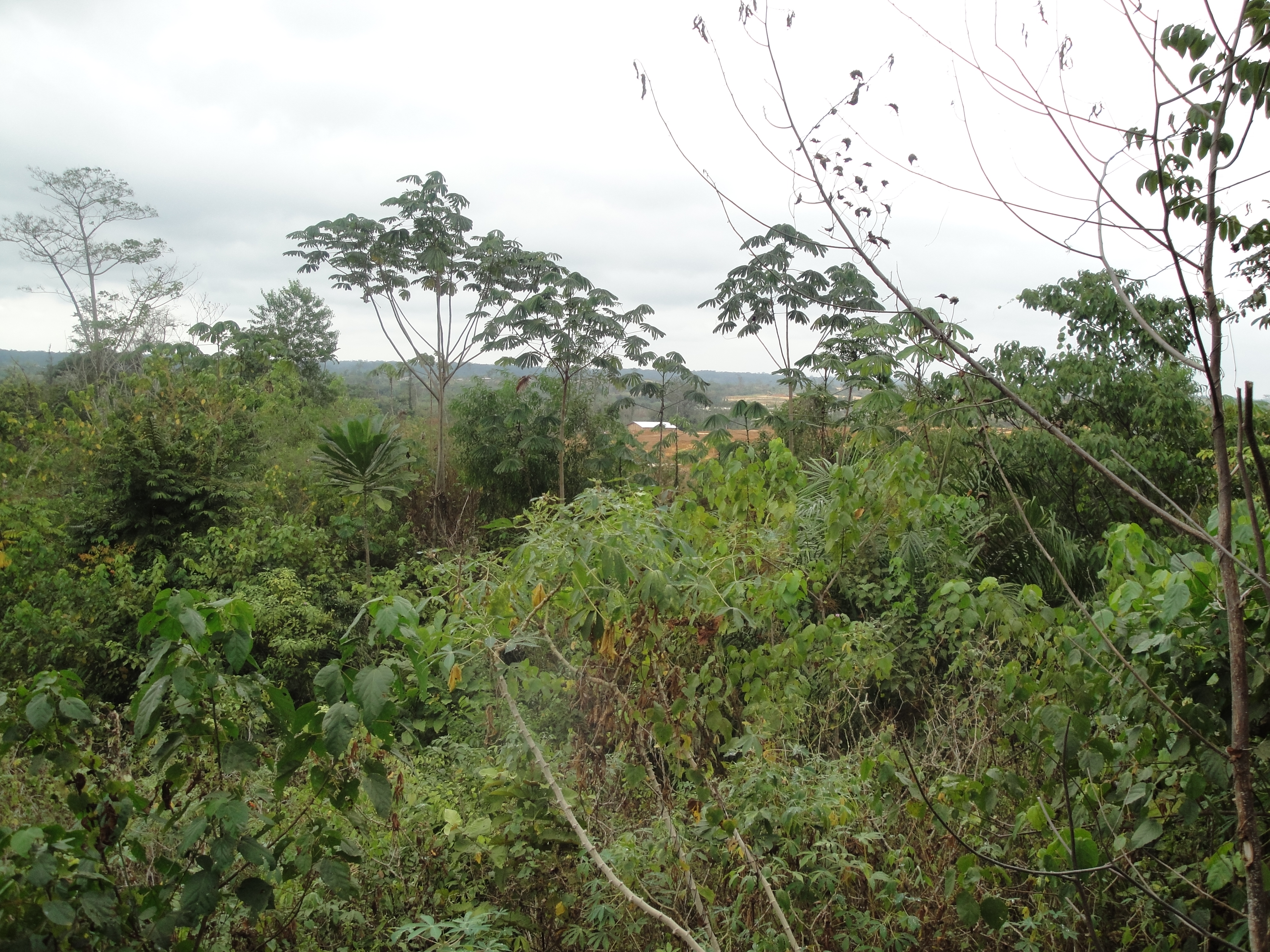
Végétation aux portes de Libreville.

Couvert à plus de 85 % par la forêt, le Gabon possède le plus fort taux de superficie forestière par habitant en Afrique, ce qui permet d'entretenir une faune et une flore remarquables. Un grand nombre d'espèces animales et végétales sont protégées. La biodiversité gabonaise est sans doute l'une des plus élevées de la planète avec « 700 espèces d’oiseaux, 98 espèces d’amphibiens, entre 95 et 160 espèces de reptiles, près de 10 000 espèces de plantes, plus de 400 essences forestières et 198 espèces différentes de mammifères. » On y trouve de nombreuses espèces animales rares (le Pangolin du Gabon, le Picatharte…) ou endémiques (Cercopithèque à queue dorée…)
Le pays est une des réserves de faune les plus variées et les plus importantes d’Afrique : c'est un important refuge pour les Chimpanzés (dont le nombre est estimé, en 2003, entre 27 000 et 64 000) et les Gorilles (35 000 recensés en 1983). La « Station d'études des gorilles et chimpanzés » à l'intérieur du Parc national de la Lopé, se consacre à leur étude.
Il abrite aussi plus de la moitié de la population des éléphants de forêt d'Afrique avec 22 000 individus (2005) dans le Parc national de Minkébé.

### Parcs nationaux
À l'occasion du Sommet de la Terre, à Johannesburg, en 2002, le Gabon a annoncé la création d'un réseau de 13 parcs nationaux, couvrant au total plus de 10 % du territoire du pays,. Le Parc national de la Lopé est inscrit sur la liste du patrimoine mondial de l'UNESCO.
| Parc national    | Province             | Superficie | Type de paysage         |
| ---------------- | -------------------- | ---------- | ----------------------- |
| Akanda           | Estuaire             | 540 km2    | Mangrove                |
| Birougou         | Ngounié, Ogooué-Lolo | 690 km2    | Montagne                |
| Ivindo           | Ogooué-Ivindo        | 3 000 km2  | Forêt équatoriale       |
| Loango           | Ogooué-Maritime      | 1 550 km2  | Côte sableuse           |
| Lopé             | Ogooué-Ivindo        | 4 970 km2  | Forêt et savane         |
| Mayumba          | Nyanga               | 970 km2    | Côte sableuse           |
| Minkébé          | Woleu-Ntem           | 7 560 km2  | Forêt équatoriale       |
| Monts de Cristal | Estuaire             | 1 200 km2  | Montagne                |
| Moukalaba-Doudou | Nyanga               | 4 500 km2  | Forêt équatoriale       |
| Mwagna           | Ogooué-Ivindo        | 1 160 km2  | Forêt équatoriale       |
| Plateaux Batéké  | Haut-Ogooué          | 2 050 km2  | Forêt équatoriale       |
| Pongara          | Estuaire             | 870 km2    | Mangrove, côte sableuse |
| Waka             | Ngounié              | 1 070 km2  | Montagne                |

| Libreville Estuaire Haut-Ogooué Moyen-Ogooué Ngounié Nyanga Ogooué-Ivindo Ogooué-Lolo Ogooué-Maritime Woleu-Ntem Parc national · d'Akanda Parc national · de Birougou Parc national · d'Ivindo Parc national · de Loango Parc national · de Mayumba Parc national · de la Lopé Parc national · de Minkébé Parc national · des Monts de Cristal Parc national de · Moukalaba-Doudou Parc national · de Mwagna Parc national · des plateaux Batéké Parc national · de Pongara Parc national · de la Waka Réserve de · Wonga Wongué |

Source : « Agence Nationale des Parcs Nationaux »

### Pression environnementale
Le couvert forestier du Gabon est stable depuis plus de vingt ans,. Le mouvement de concentration de la population dans les zones urbaines (exode rural) tend à favoriser la conservation des écosystèmes forestiers. Les forêts primaires sont situées dans des zones difficiles d'accès, montagneuses essentiellement, les arbres sont d'un intérêt commercial faible (troncs tordus) et la variété des essences rend l'exploitation peu rentable au regard de forêts secondaires beaucoup plus concentrées en essences commercialisables (peuplements monodominants d’okoumé dans les forêts du bassin côtier),. On estime la proportion de forêt primaire au Gabon à 37 % et, sur les 82,2 % de forêt recouvrant le pays, 55 % sont exploités et 27,2 % sont non exploités.
La faible densité de population fait que, malgré la forte présence des exploitations forestières, la pression environnementale anthropique est considérée comme minime. Elle se concentre logiquement dans les zones de forte densité de peuplement telles que la forêt de la Mondah, à trente kilomètres de Libreville, victime notamment de coupes de bois anarchiques. Le braconnage organisé, notamment celui de l'ivoire d'éléphant, est aussi présent dans les parcs nationaux ou les réserves présidentielles. Il existe aussi des menaces particulières contre la forêt, comme l'exploitation envisagée du fer de Bélinga, susceptible de menacer la forêt naine du site.
Le pays est partie prenante de plusieurs conventions internationales concernant les sujets suivants (liste non exhaustive) : biodiversité, changements climatiques, désertification, espèces en danger, droit de la mer, pollution marine, interdiction des essais nucléaires, protection de la couche d’ozone, bois tropical 83, bois tropical 94, zones humides, chasse à la baleine,…